# Мариза Солинас
Мариза Солинас (на италиански: Marisa Solinas) е италианска актриса и певица. 

## Биография
Родена е в Генуа, майка ѝ е от Тоскана, а баща ѝ – от Сардиния. Прави своя дебют през 1961 г., но кариерата ѝ започва през следващата година, когато е избрана от Марио Моничели за главна роля в „Бокачо '70“ (сегмент „Ренцо и Лучана“). През същата година тя се появява в дебюта на Бернардо Бертолучи „Сухата кумица“. По-късно участва в голям брой жанрови филми, особено в Спагети-уестърн, и се появява в няколко успешни телевизионни сериала.
Тя също е певица и публикува два албума и няколко сингъла, един от които е издаден от „La voce del padrone“.

## Избрана филмография
| година | филм          | оригинално заглавие | роля   | режисьор           |
| ------ | ------------- | ------------------- | ------ | ------------------ |
| 1962   | Бокачо '70    | Boccaccio '70       | Лучана | Марио Моничели     |
| 1962   | Сухата кумица | La commare secca    | Бруна  | Бернардо Бертолучи |